# Tequila (ital)
A tequila egy mexikói eredetű égetett szesz, amelyet a kék agávé cukorban gazdag tövéből erjesztenek és párolnak, általában egyéb termények hozzáadásával. Mexikó egyik nemzeti itala. Nevét származási helyéről, a Jalisco állambeli Tequila településről kapta. Alkoholtartalma általában 38-40%, de 35–55% közt gyártható.
A mexikói törvények értelmében tequila csak Jalisco államban (annak teljes területén), valamint Guanajuato 7, Michoacán 30, Nayarit 8 és Tamaulipas 11 km-es községörzetébenl állítható elő. A tequila elnevezés eredetvédelmét több nemzetközi egyezményben is rögzítették, így például az Amerikai Egyesült Államokban és az Európai Unióban is kizárólag mexikói párlatok forgalmazhatók tequila néven.
Egy elterjedt tévhit szerint a tequilát olykor kukaccal palackozzák, ez azonban csak egyes – kétes minőségű – mezcaloknál fordul elő. Egy további tévhit szerint a tequila kaktuszpárlat, azonban az agávéfélék nem kaktuszok, és azoktól rendszertanilag távol állnak.

## Fajtái

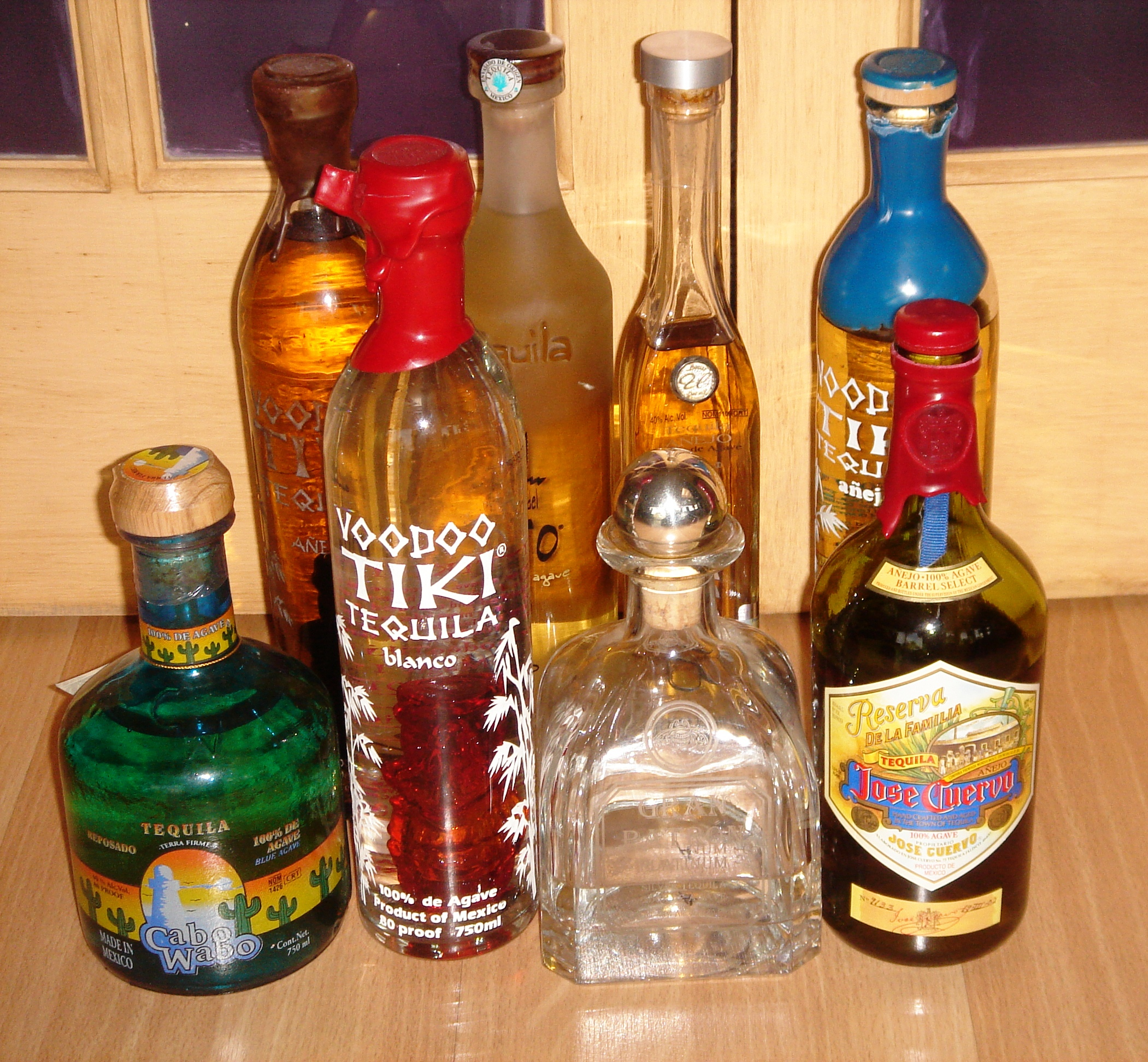
Különböző tequilák

### Mixto és 100% agávé
A tequilának két fő kategóriája létezik: a 100% agávétartalmú párlat, a puro vagy noble, illetve a keverék, a mixto. A mixto alkoholtartalmának csak egy része (legalább 51%‑a) származik agávéból. A cefre többi részét valamilyen egyéb cukorforrás (gyakran kristálycukor vagy melasz) teszi ki, ami a tiszta agávécefrénél jellegtelenebb ízt eredményez. A tequilákat soha nem címkézik mixtónak: ha a címke nem tüntet fel 100%-os agávétartalmat (például 100% de agave), akkor az a tequila mindig mixto.
Az egyéb cukrok csak az agávé levével együtt használhatók fel, tehát utólag nem keverhető másféle alkohol a tequilához. Szintén tilos a törvényben meghatározott termőhelyen kívülről származó, vagy a kék agávétól eltérő fajú agávét használni a mixto kipótlására.
Az egyéb cukrok hozzáadását az 1930-as években engedélyezték a rossz agávétermés következtében, amit 1949-ben visszavontak, majd 1964-ben újra engedélyeztek. Az akkor megengedett 30%-nyi egyéb szesztartalom hamar 49%-ra emelkedett. A minőségi tequila iránti növekedő kereslet miatt némely gyártók 51%-nál nagyobb agávétartalmú mixtót is készítenek, illetve mixtókat is érlelnek.

### Érlelés szerint
- blanco vagy plata („fehér” vagy „ezüst”), angolul silver – érleletlen, ízesítetlen tequila
- joven vagy oro („fiatal” vagy „arany”), angolul gold – lehet érleletlen és érlelt tequila keveréke, de leggyakrabban olyan érleletlen párlat, melyet az érlelt tequiláknál használt adalékokkal „finomítanak”
- reposado („pihentetett”), angolul aged – legalább 2 hónapig, legfeljebb 1 évig tölgyfahordóban érlelik
- añejo („érlelt”), angolul extra aged – legalább 1 évig érlelik legfeljebb 600 literes tölgyfahordóban
- extra-añejo („különösen sokáig érlelt”), angolul ultra aged – legalább 3 évig érlelik legfeljebb 600 literes tölgyfahordóban (2006. márciustól létező kategória).

Az exportra szánt tequilák gyártói szabadon választhatnak a spanyol és angol nyelvű megnevezés között. A különböző pihentetett és érlelt tequilákból az orón kívül más keverékek is létrehozhatók, a keverék azonban csak a fiatalabb párlatrész nevét viselheti.
100%-os agávétartalmú tequilák esetén a blanco (vagy plata) változatokban az agávé nyers íze dominál, míg a reposado és añejo íze lágyabb, enyhébb és összetettebb. Más szeszekhez hasonlóan az érlelés a tequilánál is tompítja az alkohol maró érzetét. Olykor a mixtókat is érlelik, ma már añejo mixto is előfordul.

### A tequila ízesítése
A színtelen blanco (silver) tequila kivételével mindegyik típus „finomítható”, azaz négyféle természetes adalékkal javítható az ízük és a színük.
- Karamell: az érleletlen tequila barnára színezését, illetve az érlelt tequilák színének mélyítését szolgálja, ahogyan az európai égetett szeszek esetén is.
- Természetes tölgyfakivonat: az érlelés faízét pótolja vagy erősíti, de nem pótolja az érlelés egyéb előnyeit.
- Fruktózszirup és glicerin: lekerekítik az ízeket, valamelyest elnyomva a fiatalabb párlatok nyersességét

A szesztartalom eredete szerinti (puro vagy mixto) és az érlelés szerinti (blanco, reposado, añejo vagy extra-añejo) kategorizálás mellett külön kategória a joven, oro vagy gold elnevezésű változat is, amit általában érleletlen, jóven („fiatal”) – párlatból, vagyis blancóból készítenek, kizárólag a fenti adalékok hozzáadásával. Bonyolítja a helyzetet, hogy az érlelt és érleletlen párlatrészek keverékeként előállított tequila megnevezése szintén joven, oro vagy gold.

## Fogyasztási szokások
A tequilát Mexikóban – az általánosan elterjedt tévhittel ellentétben – tisztán, „kísérő” nélkül isszák. A világ más részein a silver változatát gyakran sóval és lime-mal, ez utóbbi helyett néha citrommal fogyasztják. Először a kézre sót szórnak, majd lenyalják, ezt követően megisszák a tequilát, majd megesznek egy szelet lime-ot/citromot. A gold esetében a szertartásos fogyasztás kelléke a fahéj és a narancs, az előbb leírt módon felhasználva.
A só és a citrusfélék a rossz ízek (főleg az utóízek) elfedésének hagyományos eszközei, ezért az ilyen „rituálékat” abból az időszakból eredeztetik, mikor a gyengébb minőségű mixto tequilák divatba jöttek az Egyesült Államokban.

## Készítése

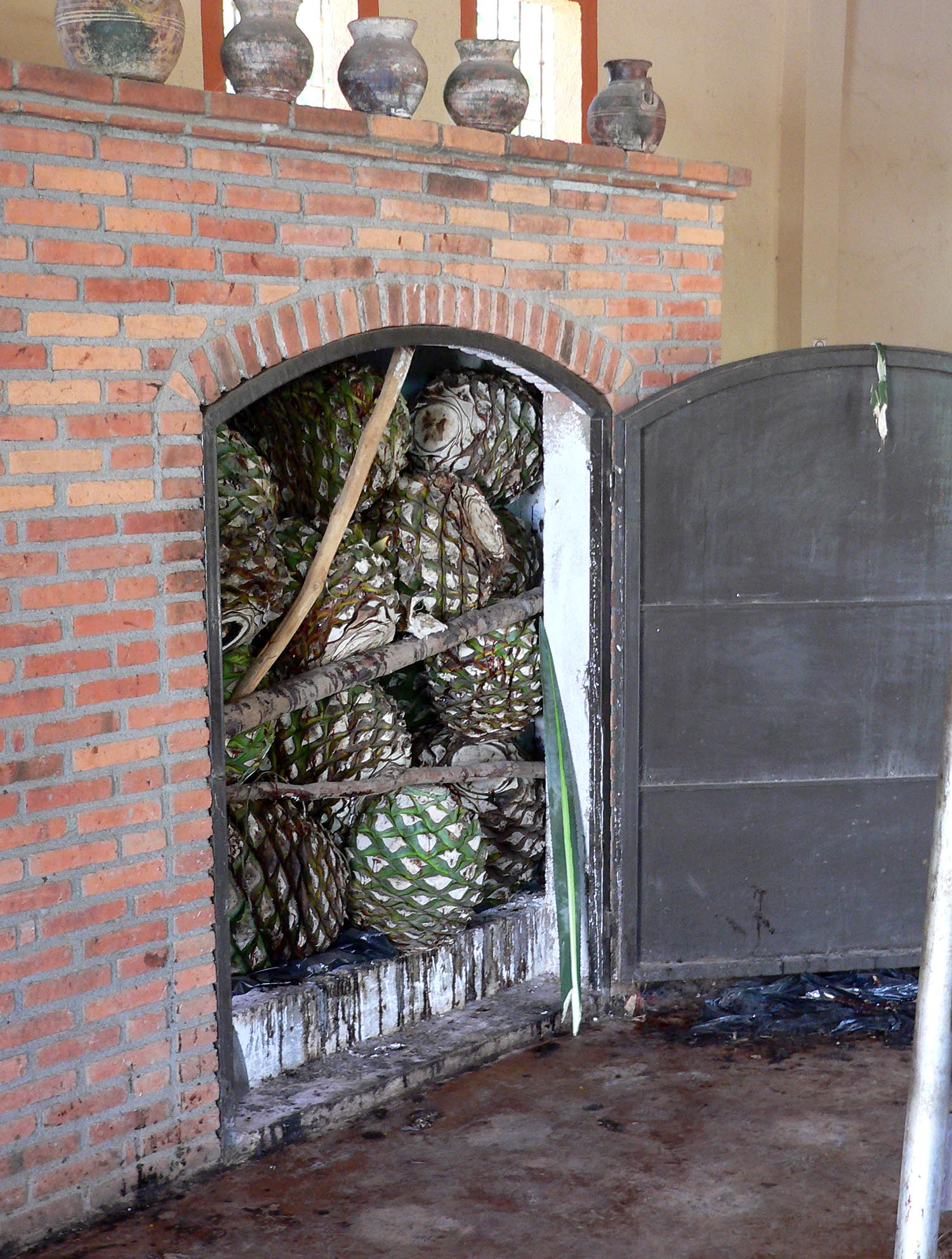
Megtisztított „piñák” sütés előtt

A tequila az agávé hőkezelt tövéből kinyert – és gyakran egyéb cukrokkal feljavított – lé erjesztésével és lepárlásával készül.
- Aratás: A kék agávé aratásakor a növényt a földből eltávolítják, majd a leveleket az erre szakosodott munkások (a jimadorok) egy lapátra hasonlító vágóeszközzel eltávolítják.
- Hidrolízis: A növény megtisztított tövét (a piñát, ami spanyolul ananászt jelent) ezután hőkezelésnek vetik alá, hogy a benne lévő inulin másfajta, erjeszthető cukrokká alakuljon át. Hagyományosan gőzfűtéses kemencébe teszik 48 órára, de elterjedtek a modern autoklávok is, melyben az agávécukor átalakulása 12 óra alatt végbemegy. Ez a folyamat nagyban befolyásolja a tequila ízét is.
- Lékinyerés: az agávét apróra darabolják, víznyomással kinyerik a cukorban gazdag levét, majd megszűrik.
- Összeállítás: a tequila alkoholtartalmának csak 51%-ban kötelező agávéból származnia, ezért erjesztés előtt gyakran egyéb cukorforrásokat kevernek az agávé levéhez (kristálycukrot, cukornádmelaszt stb.) A 100% agávétartalmú tequiláknál ez a lépés kimarad.
- Erjesztés: a cukrok alkohollá alakítása rozsdamentes acéltartályokban történik. A „musthoz” (mosto) vizet, élesztőt és tápanyagokat adnak. Erjedés alatt fontos a megfelelő hőmérséklet, az ideális savasság, és a vadélesztők minél teljesebb hiánya.
- Lepárlás: a tequila lepárlása acél- illetve rézüstökben történik kétszeri lepárlással, vagy lepárlóoszlopban. Az utópárlatot (hasonlóan például a savanyúcefrés whiskykhez) felhasználják a következő adag mustban.

A tequila ezután palackba kerülhet érleletlenül (plata/silver, joven/gold), vagy több-kevesebb ideig érlelhetik (reposado, añejo, extra añejo).

### A kézműves tequilák készítése
A kézműves tequila készítése több ponton eltér az ipari méretekben főzött párlatokétól, ami által a tequila jellege sokkal szélesebb skálán változhat.
- A termelő és a szeszfőző általában szorosan együttműködnek, míg a nagyüzemi főzdék változó forrásokból szerzik be az agávét.
- A sütés mindig a hagyományos gőzfűtéses kemencéket használva történik, 48 óra alatt.
- Az agávé feldarabolása mindig is géppel történt, de a kézműves és ipari darabolók mérete jelentősen eltér.
- Az erjesztés kisebb edényekben történik, melyekre jobban hat a hőmérséklet-ingadozás, ami által az eredmény is kiszámíthatatlanabbá válik.

## Fordítás
- Ez a szócikk részben vagy egészben a Tequila című angol Wikipédia-szócikk fordításán alapul.  Az eredeti cikk szerkesztőit annak laptörténete sorolja fel. Ez a jelzés csupán a megfogalmazás eredetét és a szerzői jogokat jelzi, nem szolgál a cikkben szereplő információk forrásmegjelöléseként.
- Ez a szócikk részben vagy egészben a Tequila című spanyol Wikipédia-szócikk fordításán alapul.  Az eredeti cikk szerkesztőit annak laptörténete sorolja fel. Ez a jelzés csupán a megfogalmazás eredetét és a szerzői jogokat jelzi, nem szolgál a cikkben szereplő információk forrásmegjelöléseként.